# Yaphet Kotto
Pour les articles homonymes, voir Kotto.
Yaphet Frederick Kotto, né le 15 novembre 1939 à New York et mort le 15 mars 2021 à Manille, est un acteur américain, connu surtout pour son rôle dans Alien, le huitième passager et celui du méchant dans Vivre et laisser mourir. Interprétant souvent des seconds rôles dans des films d'action des années 1980 et 1990, il a également joué dans la série Homicide. Il est né d’un père qui avait émigré du Cameroun et d’une mère infirmière dans l’armée américaine.

## Carrière
Yaphet Kotto étudie le théâtre dès l’âge de 16 ans. Il fait ses débuts professionnels à 19 ans dans la pièce Othello ou le Maure de Venise. Après ses cours à l'Actors Studio de New York, il débute sur les planches de Broadway ou il apparaît, entre autres, dans la pièce L'Insurgé (The Great White Hope). Il tourne dans son premier film en 1963 et joue en 1968 dans L'Affaire Thomas Crown. Il décroche en 1973 le rôle du méchant dans un James Bond, Mr Grosbonnet du film Vivre et laisser mourir. Mais le rôle qui le rendra célèbre est celui de Parker dans Alien, le huitième passager. Il jouera ensuite avec Robert Redford en interprétant Dickie Coombes, un gardien de prison dans Brubaker. Il tournera dans les années 1980 et 1990 dans des séries B d'action. Il fait des apparitions dans des séries télévisées en guest star. De 1993 à 1999, il interprète le lieutenant Al Giardello dans la série Homicide.

## Filmographie

### Cinéma
- 1964 : Nothing But a Man (" Un homme comme tant d'autres" ) de Michael Roemer : Jocko
- 1968 : L'Affaire Thomas Crown de Norman Jewison : gangster
- 1968 : Cinq Cartes à abattre d'Henry Hathaway : le barman
- 1970 : On n'achète pas le silence de William Wyler : Sonny Boy Mosby
- 1972 : Bone de Larry Cohen : Bone
- 1972 : Man and Boy de E. W. Swackhamer : Nate Hodges
- 1972 : Meurtres dans la 110e Rue de Barry Shear : Pope
- 1973 : Vivre et laisser mourir de Guy Hamilton : Docteur Kananga/Mister Big
- 1974 : Truck Turner & Cie de Jonathan Kaplan : Harvard Blue
- 1975 : Rapport confidentiel (Report to the Commissioner) de Milton Katselas : Richard "Crunch" Blackstone
- 1975 : Friday Foster (en) d'Arthur Marks : Hawkins
- 1975 : Les Requins de Cornel Wilde : Ben Flynn
- 1976 : L'Enfer des mandingos (Drum) de Steve Carver : Blaise
- 1978 : Blue Collar de Paul Schrader : Smokey James
- 1979 : Alien, le huitième passager de Ridley Scott : J.T. Parker
- 1980 : Brubaker de Stuart Rosenberg : Dickie Coombes
- 1984 : La Nuit des juges de Peter Hyams : détective Harry Lowes
- 1985 : Contact mortel de Hal Barwood : Major Connolly
- 1986 : L'Œil du tigre de Richard C. Sarafian : J.B. Deveraux
- 1987 : Running Man de Paul Michael Glaser : William Laughlin
- 1987 : Prettykill de George Kaczender : le lieutenant Harris
- 1988 : Midnight Run de Martin Brest : Alonzo Mosely
- 1988 : Terminal Entry de John Kincade :  de Col. Styles
- 1988 : The Jigsaw Murders de Jag Mundhra :  docteur Fillmore
- 1990 : Tripwire de James Lemmo (en) : Lee Pitt
- 1991 : La Fin de Freddy : L'Ultime Cauchemar de Rachel Talalay :  doc
- 1993 : Extreme Justice de Mark L. Lester : Larson
- 1994 : Les Maîtres du monde de Stuart Orme : Ressler
- 1996 : Pour l'amour de l'art de Bill Bennett : O'Malley

### Télévision

#### Téléfilms
- 1977 : Raid sur Entebbe (Raid on Entebbe)
- 1995 : Meurtres en série (Deadline for Murder: From the Files of Edna Buchanan) de Joyce Chopra : Marty Talbot
- 2000 : Homicide de Jean de Segonzac : Lieutenant Al "GEE" Giardello

#### Séries télévisées
- 1969 : Mannix (saison 2, épisode 18 : Mort sur un mode mineur - Death in a Minor Key): Gabriel "Gabe" Dolan
- 1983 : L'Agence tous risques : Charlie (saison 1, épisode 8)
- 1983-1984 : For Love and Honor : Sergent James "China" Bell (saison 1)
- 1985 : Meurtres en série (Deadline for Murder: From the Files of Edna Buchanan) : Marty Talbot
- 1985 :Alfred Hitchcock présente (Alfred Hitchcock presents) : Le condamné (saison 1, épisode 10 : Prisonniers(VO:Prisonners)
- 1987 : Arabesque : Lt. Bradshaw (saison 4, épisode 8)
- 1993 : SeaQuest, police des mers : Jack Clayton (saison 1, épisode 4)
- 1993-1998 : Homicide : Al "Gee" Giardello (saison 1 à 7)
- 1997 : New York, police judiciaire : Lt. Al Giardello (saison 8, épisode 6)

## Voix françaises
| - Med Hondo dans : - Cinq Cartes à abattre - Vivre et laisser mourir (voix du Dr Kananga) - Raid sur Entebbe (téléfilm) - La Nuit des juges - Bachir Touré dans : - L'Affaire Thomas Crown - Meurtres dans la 110e Rue - Georges Aminel dans : - Alien, le huitième passager - Brubaker | et aussi : - Serge Sauvion dans On n'achète pas le silence - Yvan Labéjof dans Vivre et laisser mourir (voix de Mr Grosbonnet) - Jean Lagache dans Truck Turner & Cie - Marc de Georgi dans Les Requins - Thierry Desroses dans Blue Collar (doublé en 2013) - Sady Rebbot dans L'Agence tous risques (série télévisée) - Pierre Saintons dans Running Man - Richard Darbois dans Midnight Run - Henry Djanik dans Homicide (série télévisée) - Benoît Allemane dans Les Maîtres du monde |